# Copa Catalunya de futbol masculina 2019-2020
La Copa Catalunya 2019-2020 fou la 31a edició de la Copa Catalunya de futbol, una competició a eliminatòries úniques al camp de l'equip de menor categoria i organitzada per la Federació Catalana. Participaren els campions de grup de la Primera Catalana i els equips de Tercera Divisió, Segona Divisió B i Segona Divisió estatals. La competició començà el dia 2 d'agost de 2019 i acabà el 9 d'octubre de 2020 amb la final, a l'Estadi Olímpic de Terrassa, entre la UE Llagostera i el CE L'Hospitalet, amb victòria del CE L'Hospitalet a la tanda de penals.

## Participants
Els equips participants foren els següents:
1 equip de la Segona Divisió 2018–19
- Gimnàstic

8 equips de la Segona Divisió B 2018–19
- Badalona
- Barcelona B
- Cornellà
- Espanyol B
- Lleida Esportiu
- Olot
- Peralada
- Sabadell

19 equips de la Tercera Divisió 2018–19
- Ascó
- Castelldefels
- Cerdanyola
- Europa
- Figueres
- Grama
- Granollers
- Horta
- L'Hospitalet
- Llagostera
- Martinenc
- Prat
- San Cristóbal
- Sant Andreu
- Santboià
- Santfeliuenc
- Sants
- Terrassa
- Vilafranca

2 equips de la Primera Catalana 2018–19
- Andorra
- Vilassar de Mar

## Campionat

### Primera ronda
Partits jugats els dies 2, 3, 4, 6 i 7 d'agost de 2019.
| Equip 1         | Marcador    | Equip 2         |
| --------------- | ----------- | --------------- |
| Horta           | 3–1         | Olot            |
| Grama           | 0–0 (3–0 p) | Figueres        |
| Sants           | 1–1 (6–7 p) | Badalona        |
| Europa          | 1–1 (2–4 p) | Llagostera      |
| Sant Andreu     | 0–0 (8–7 p) | Peralada        |
| Vilassar de Mar | 1–0         | Granollers      |
| Martinenc       | 0–3         | Espanyol B      |
| Ascó            | 0–2         | Sabadell        |
| San Cristóbal   | 0–0 (6–7 p) | Santfeliuenc    |
| L'Hospitalet    | 0–0 (4–3 p) | Barcelona B     |
| Castelldefels   | 2–0         | Santboià        |
| Cerdanyola      | 1–3         | Lleida Esportiu |
| Andorra         | 2–1         | Terrassa        |
| Vilafranca      | 0–0 (4–5 p) | Cornellà        |

### Segona ronda
Partits jugats els dies 10 i 11 d'agost de 2019.
| Equip 1         | Marcador    | Equip 2         |
| --------------- | ----------- | --------------- |
| Grama           | 1–1 (4–5 p) | Badalona        |
| Llagostera      | 1–0         | Sant Andreu     |
| Vilassar de Mar | 1–0         | Espanyol B      |
| Santfeliuenc    | 1–1 (6–5 p) | Sabadell        |
| L'Hospitalet    | 5–0         | Castelldefels   |
| Andorra         | 1–0         | Lleida Esportiu |
| Prat            | 1–1 (4–1 p) | Cornellà        |

### Tercera ronda
Partits jugats els dies 17 i 18 d'agost 2019.
| Equip 1         | Marcador | Equip 2      |
| --------------- | -------- | ------------ |
| Horta           | 0–2      | Badalona     |
| Vilassar de Mar | 1–2      | Llagostera   |
| Santfeliuenc    | 0–1      | L'Hospitalet |
| Andorra         | 0–1      | Prat         |

### Quarta ronda
Partit jugat el dia 30 d'octubre de 2019. Equips exempts: Badalona, Llagostera i L'Hospitalet. En aquesta ronda s'hi incorporà el Gimnàstic.
| Equip 1 | Marcador | Equip 2   |
| ------- | -------- | --------- |
| Prat    | 1–0      | Gimnàstic |

### Semifinals
Partit jugat el dia 27 de novembre de 2019.
| Equip 1      | Marcador    | Equip 2  |
| ------------ | ----------- | -------- |
| Llagostera   | 2–1         | Prat     |
| L'Hospitalet | 2–2 (5–4 p) | Badalona |

### Final
Partit jugat el dia 9 d'octubre de 2020 a l'Estadi Olímpic de Terrassa.
| Equip 1    | Marcador    | Equip 2      |
| ---------- | ----------- | ------------ |
| Llagostera | 0–0 (3–4 p) | L'Hospitalet |